# Belmont-sur-Vair
Belmont-sur-Vair è un comune francese di 122 abitanti situato nel dipartimento dei Vosgi nella regione del Grand Est.

## Società

### Evoluzione demografica
Abitanti censiti